# Fédération de football de Bosnie-Herzégovine
La  Fédération de Bosnie-Herzégovine de football NFSBiH (Fudbalski Savez Bosne I Hercegovine (bs)) est une association regroupant les clubs de football de Bosnie-Herzégovine et organisant les compétitions nationales et les matchs internationaux de la sélection de Bosnie-Herzégovine.
La NFSBiH est fondée au lendemain de la seconde guerre mondiale , et est une fédération régionale membre de la FSJ (fédération yougoslave de football) du temps de l'appartenance de la Bosnie-Herzégovine à la Yougoslavie. Après l'indépendance de la Bosnie-Herzégovine, la NFSBiH devient fédération nationale et effectue sa demande d'affiliation à la FIFA et à l'UEFA en 1992. Elle est membre à part entière de la FIFA seulement depuis 1996, et membre de l'UEFA depuis 1998.

Ancien logo.
Logo actuel.